# Antelao
Az Antelao vagy Monte Antelao (ladin nyelven Nantelou) egy 3264  m magas sziklahegy Észak-Olaszországban, Veneto régióban, Belluno megyében, a Délkeleti-Dolomitokban, a Boite-völgy északi oldalán. A Dolomitok második legmagasabb csúcsa, beceneve „a Dolomitok királya” (olaszul il Re delle Dolomiti).

## Fekvése

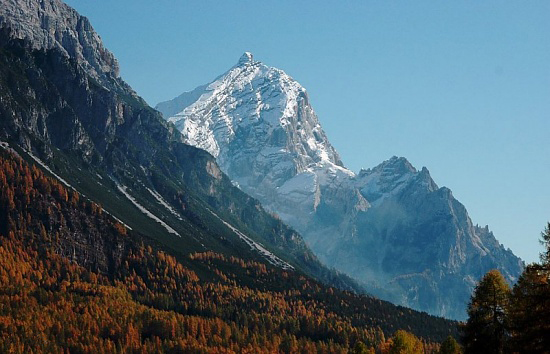
Antelao délről, a Boite-völgyből nézve

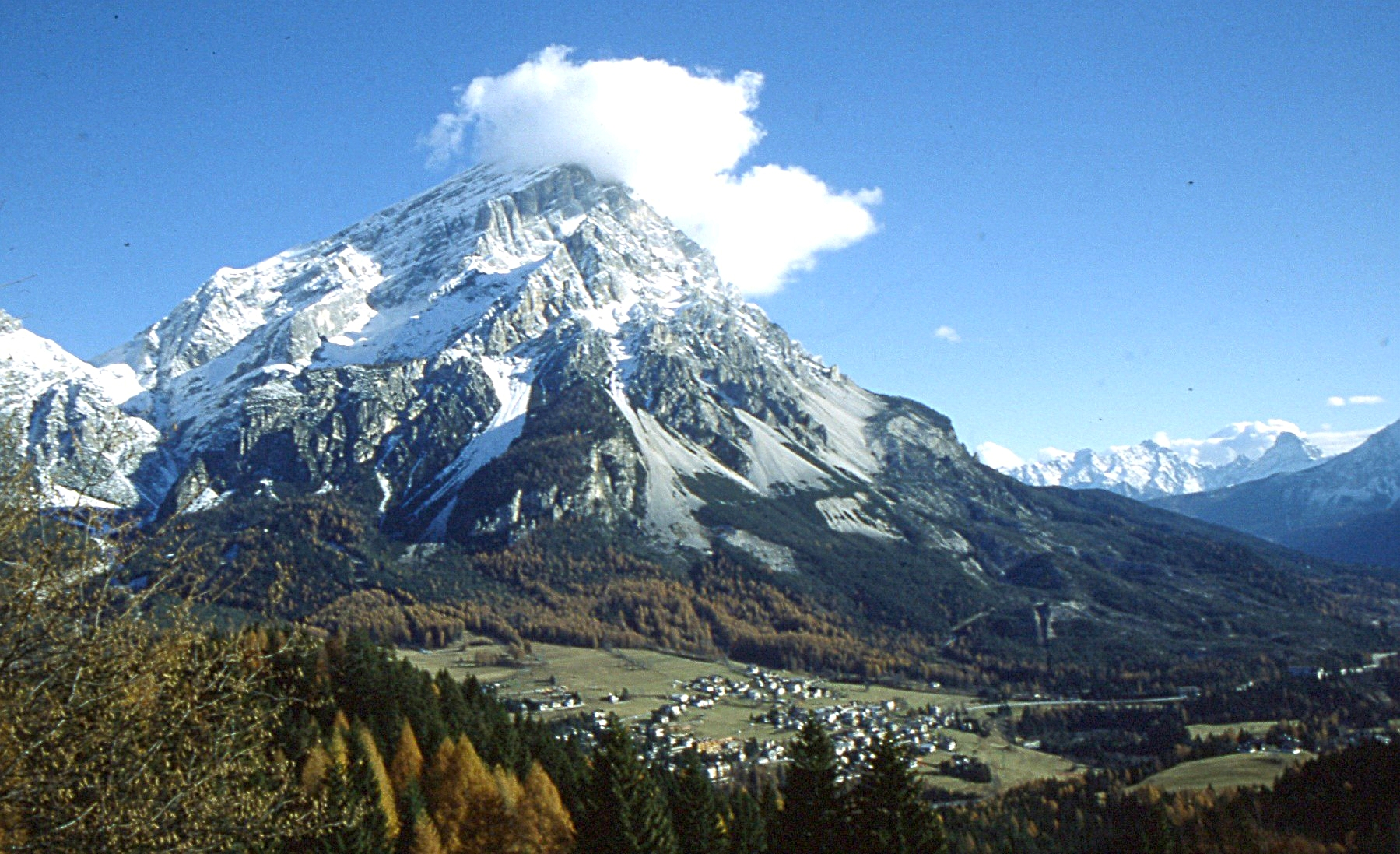
A Monte Antelao nyugatról, San Vito di Cadoréból nézve

A Monte Antelao a Délkeleti-Dolomitokban (közelebbről az Ampezzói-Dolomitokban) fekszik, a Cadore vidékén (Belluno megyében. Az Antelao csoportját délen és nyugaton a Boite-völgy határolja, ennek felső szakaszát az Ampezzói-völgyhöz is szokták sorolni. A hegy déli lábánál fekvő községek: San Vito di Cadore, Borca di Cadore és Vodo di Cadore. A Boite-völgyben az SS51 országos főútvonal, a Strada di Alemagna halad, amely Dél-Tirolból, a puster-völgyi Toblachból indul és a Dolomitokon (Cortina d’Ampezzón) keresztül haladva a Treviso megyei San Vendemianóban ér véget. Az Antelaótól délnyugati irányban, a Boite-völgy átellenes (délnyugati) oldalán emelkedik a 3168 m magas Monte Pelmo magányos sziklatornya. Az SS51 sz. főútvonal a kettő között halad el, a két hegyóriás a Piave felől érkező utazók számára a Dolomitok délkeleti kapuját képezi.
Az Antelao szomszédai északon a Sorapiss hegycsoport, amelynek keleti lejtői már Cortinára néznek, északon pedig a Marmarole hegycsoport, amelyet északon az Ansiei-völgy határol (ebben fut az SS48 főútvonal). Kelet felé az Antelao előhegyei Piave folyóig húzódnak.
A 3263 m magas Antelao a Keleti-Dolomitok legmagasabb, az egész Dolomitok második legmagasabb csúcsa. Mellékneve a „Dolomitok Királya” (il Ré delle Dolomiti). A Dolomitokban csak egyetlen hegycsúcs előzi meg, a Marmolada hegytömbjéhez tartozó Punta Penia (3343 m), ennek mellékneve a „Dolomitok királynője.” Az Antelao formája élesen elüt a környező Keleti-Dolomitok hegytömbjeire jellemző formától. Az ősidőkben összefüggő fennsíkot alkotó, jégkorszaki gleccserek által kimart Dolomit-hegyek jellemzően igen meredek falú magas platók, az Antelao tömbje viszont elszigetelten álló, majdnem szabályos sziklapiramis, hosszan elnyúló sziklalejtőkkel.
Az Antelao fő tömbjének közepén áll maga a főcsúcs, a Monte Antelao (3263 m), több kisebb mellékcsúcs szorosan csatlakozik hozzá, nyugat-keleti irányban haladva a Punta Menini (3177 m), a Punta Chiggiato (3163 m) és a Cima Fanton (3142 m). Elszigetelt helyzete és jellegzetes formája miatt az Antelao  a Dolomitok legtöbb pontjáról jól látható, tájékozódási pontként szolgál.

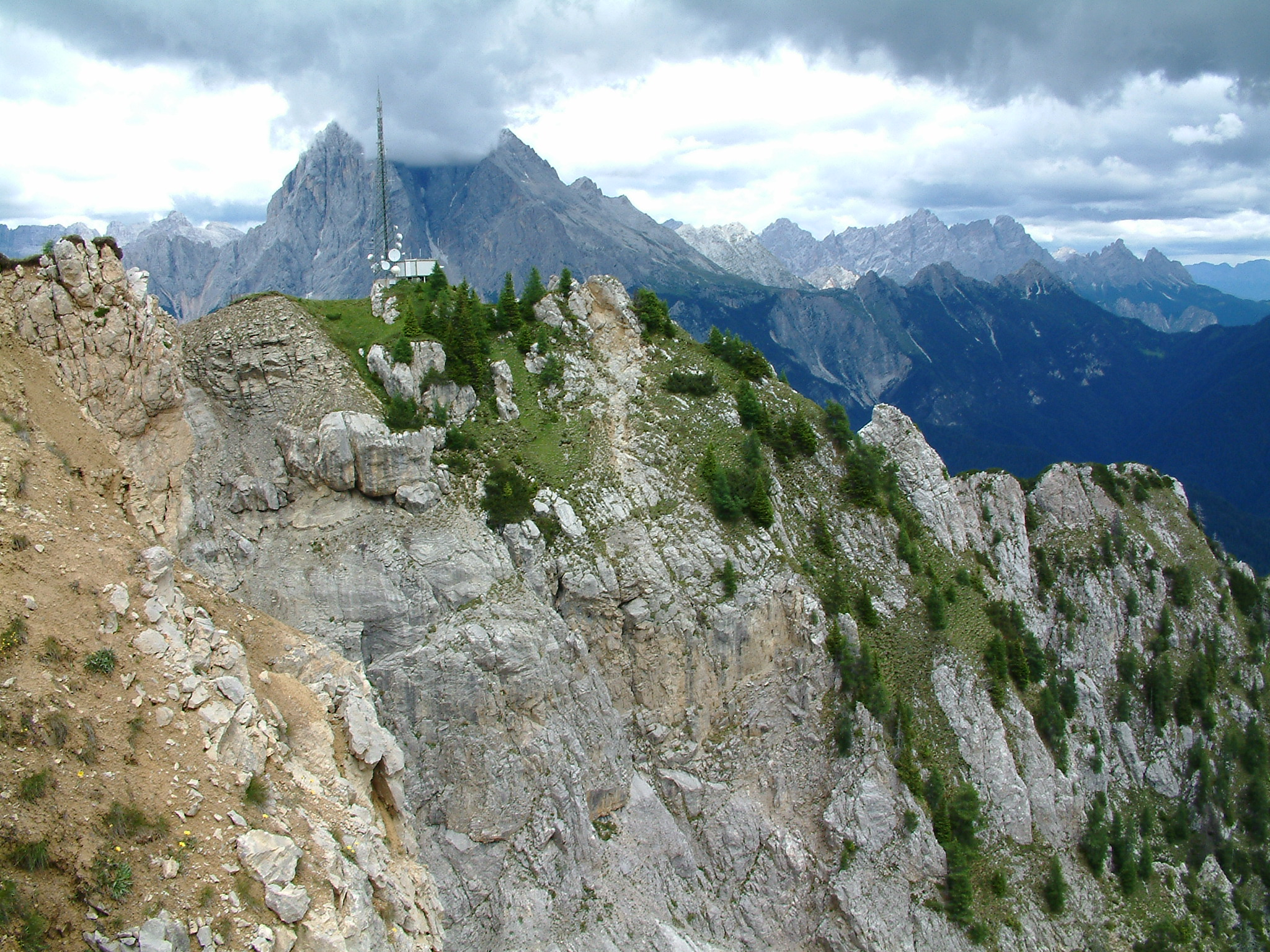
Az Antelao délről, a Monte Rite-ről nézve

Két gleccser található rajta. A „felső” vagy „keleti” (il Superiore / Orientale), a második legnagyobb területű gleccser a Dolomitokban (a Marmolada után), és a kisebb „alsó” vagy „nyugati” (l’Inferiore / Occidentale). Egy sziklahát választja el őket egymástól, mely az Oten-völgy fölé nyúlik, legmagasabb pontja a Cime Cadin. Mindkét gleccser a Calalzo di Cadore községhez tartozó lejtőn fekszik, a község belőlük nyeri ivóvizét. Az elmúlt száz évben (Giuseppe Perini és Antonio Berti által) végzett tudományos mérések tanúsága szerint mindkét gleccser erősen visszahúzódóban van. Egy harmadik gleccser, Cianpestrin nevű, mára teljesen eltűnt.
A déli lejtőt meredek falú, mély Antelao-szurdok (Valón dell’Antelao), amely a Boite-völgy déli oldalán álló Monte Rite (2181 m) hegyről jól belátható. A völgyet nyugatról a Le Laste nevű sziklás hegylánc zárja. Északkelet felé két völgy indul a hegy lábától, az Oten-völgy  (Val d’Oten) és az Antelao-völgy (Val Antelao), ezek zöld hegyi legelőkké szélesednek. Tiszta időben az Antelao főcsúcsához gyakran vízszintes felhőzászló tapad, melyhez hasonló pl. a svájci Matterhorn csúcsán is látható. A helybéliek szerint ilyenkor „pipál a hegy”.

## Történelme
Az Antelaótól délre fekvő Venas-hegyszoros (chiusa di Venas) a korai középkorban természetes védelmet jelentett a népvándorlás és más ellenséges (pl. magyar) betörésekkel szemben. A Boite-völgynek a Venas-hegyszoros fölött fekvő vidékét (San Vito, Borca és Vodo di Cadore községekkel) a velenceiek Oltrechiusának nevezték. A 16. század elejétől, amikor I. Miksa német-római császár a cambrai-i liga első háborújában elfoglalta az Ampezzói-völgyet (1511), a Velencei Köztársaság itt állította fel új határvédelmi vonalát. 1848-ban Pietro Fortunato Calvi olasz felkelő csapatai itt tartóztatták fel az osztrák támadásokat.
A Boite-völgyi településeket a történelem folyamán számos alkalommal sújtották az Antelao meredek déli lejtőjéről lejövő hegyomlások. Feljegyezték az 1348. évi hegyomlást, amely elpusztította az egykori Villalonga községet, amely a mai San Vito és Vodo di Cadore községek helyén feküdt. A hegyomlás erős földrengést okozott, amely lerombolta Lozzo di Cadore község házait is. 1629-ben kőlavina tarolta le Borca di Cadore település északi részét. Az 1797. július 22-i hegyomlás a korabeli krónikák szerint teljesen elpusztította a Sala nevű falurészt, 7 halálos áldozatot követelve.
1814. április 21-én az újkor legsúlyosabb hegyomlása három falut pusztított el a völgyben, közülük kettő Taulèn és Marceana a Boite folyó jobb (az Antelaóval átellenes) partján feküdt. 250 ember halt meg. A tragédia emléke ma is él a helyi lakosság körében. Az elpusztult Taulèn falu helyén épült fel Borca di Cadore község Villanova nevű frakciója. 1868-ban, 1994-ben és 1996-ban újabb hegyomlások súlyos károkat okoztak Cancia faluban, de nem halt meg senki. 2009 júliusában a jégolvadás során 20 000 m3-nyi kő szakadt le, az éjszakai kőlavina Cancia falu két lakosát megölte. 2013. december 21-én újabb hegyomlást regisztráltak Borca és San Vito térségében, de ez elkerülte a lakott területeket.

## Első megmászása
Az Antelao főcsúcsának első hivatalosan regisztrált megmászása Paul Grohmann osztrák hegymászó nevéhez köthető, aki három olasz társával (Francesco Lacedellivel, Alessandro Lacedellivel és Matteo Ossival) együtt 1863. szeptember 18-án lépett a csúcsra. Valószínűsíthető azonban, hogy Matteo Ossi hegyi vezető már 1860 előtt is járhatott a csúcson.

## Alpinizmus

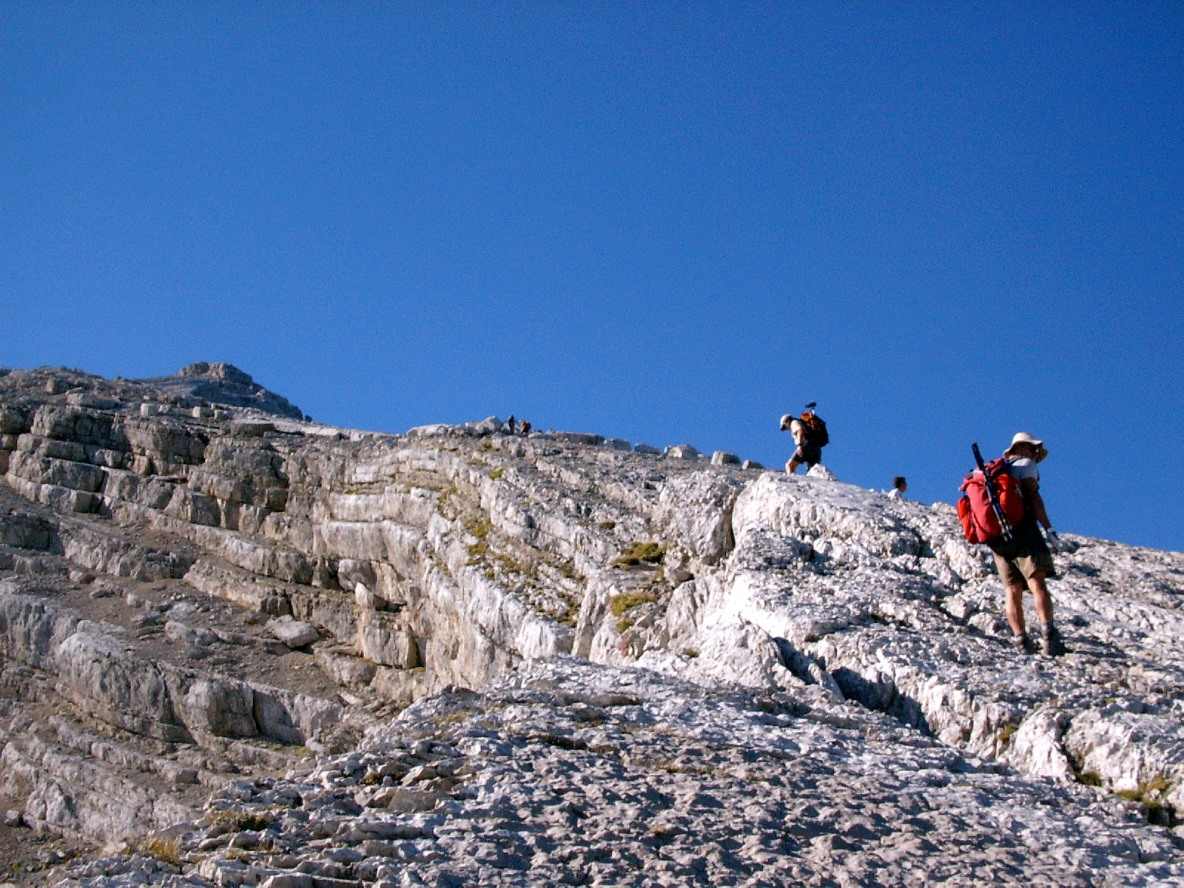
A Laste gerincen vezető út

A csúcsra vezető standard útvonal az Oten-völgyből indul, és az északi, keskeny Le Laste gerincen át vezet. Helyenként kitett mászás, hosszan elnyúló, meredek sziklalejtőkön át, lépésbiztonságot és jó erőnlétet követelő túra, több nehéz szakasszal. A gerincre vezető hosszú, lejtős kőmezőkön való haladás a törmelék (télen a jég és hó) miatt igen veszélyes. A legnehezebb szakasza egy kürtő, ahol a mászóút drótkötelekkel van biztosítva (T4, T5 fokozat). A csúcsról tiszta időben az Adriai-tenger is látható.
Az Antelao lábánál halad a 4. és 5. sz. Dolomiti magashegyi túraút (alta via). Ennek Pieve di Cadore felől feljövő szakaszán, az Antelaótól keletre, a Crode San Pietro oldalában, 1796 m magasan található az Antelao-menedékház (Rifugio Antelao).